# José María Iturralde Traconis
José María Iturralde Traconis (Valladolid; 4 de julio de 1891 - Valladolid, 17 de junio de 1926) fue un político mexicano nacido y fallecido en Valladolid, Yucatán. Fue gobernador de Yucatán de 1924 a 1926 y miembro del Partido Socialista Obrero. Sucedió en el cargo de gobernador a Felipe Carrillo Puerto después del fusilamiento de este y sus hermanos, una vez que los golpistas y usurpadores del gobierno de Yucatán fueron dominados por el gobierno federal. Nieto de José María Iturralde Lara, quien también fue gobernador de Yucatán y padre del jugador de fútbol Carlos Iturralde Rivero. Llevó el sobrenombre popular de Kanxoc, un toponímico y patronímico maya que también significa tiburón, supuestamente por el gran afecto que le tenía a la pequeña población que se encuentra al sur de Valladolid y que lleva ese nombre.

## Datos biográficos
Nacido en el seno de una familia de orígenes vascos, hijo de José María Evaristo Iturralde Navarrete y María Joaquina Juliana Traconis Marmolejo.
Ingresó a la política de su estado natal apoyando la candidatura de Delio Moreno Cantón quien fuera contendiente de José María Pino Suárez en las elecciones de 1911. Después de militar en las filas del morenismo se afilió al Partido Socialista Obrero, antecedente del Partido Socialista del Sureste, habiendo sido líder de la Liga de Resistencia de Valladolid. En 1918 este partido lo impulsó a una diputación federal.
En 1920 fue presidente municipal de Valladolid y después diputado al Congreso de Yucatán. Durante la gestión de Carrillo Puerto (1922 - 1924) fue nombrado Inspector general de policía, para después ser nuevamente electo diputado federal en 1923, hasta el momento de la rebelión delahuertista que tendría como consecuencia en Yucatán el derrocamiento de Felipe Carrillo y su inmediato sacrificio. Una vez restablecido el control de la entidad por parte del gobierno federal, el presidente Álvaro Obregón decidió que Iturralde Traconis asumiera el mando estatal. La orden fue cuestionada por el también diputado federal Miguel Cantón quien se autoproclamó gobernador y que de hecho ejerció la gubernatura del 21 de abril al 12 de mayo de 1924. Pero se impuso la directriz fulminante de Obregón y en pocos días, José María Iturralde tomó posesión de la gubernatura de Yucatán por designación del Congreso del Estado. Terminó su encargo el 31 de enero de 1926.
Durante su mandato, Iturralde Traconis fue muy atento al bienestar de su pueblo natal y desarrolló diversas obras públicas en la ciudad oriental de Valladolid. Por esta razón cobró gran popularidad en la ciudad que lo vio nacer, al punto de que en ese lugar, hasta la fecha, se dispensa a su memoria tratamiento de honor.
A los pocos meses de dejar su cargo como gobernador de Yucatán, en junio de 1926, Kanxoc murió en un accidente automovilístico en la carretera que va de Mérida a Valladolid. Tenía 34 años de edad.